# Kanton Bolbec
Kanton Bolbec (fr. Canton de Bolbec) je francouzský kanton v departementu Seine-Maritime v regionu Horní Normandie. Skládá se ze 16 obcí.

## Obce kantonu
- Bernières
- Beuzeville-la-Grenier
- Beuzevillette
- Bolbec
- Bolleville
- Gruchet-le-Valasse
- Lanquetot
- Lintot
- Mirville
- Nointot
- Parc-d'Anxtot
- Raffetot
- Rouville
- Saint-Eustache-la-Forêt
- Saint-Jean-de-la-Neuville
- Trouville